# Gulbent grenbock
Gulbent grenbock (Grammoptera ustulata) är en skalbaggsart som först beskrevs av Johann Gottlieb Schaller 1783.  Gulbent grenbock ingår i släktet Grammoptera och familjen långhorningar.
Artens utbredningsområde är:
- Luxemburg.
- Frankrike.
- Iran.
- Portugal.
- Ukraina.

Arten är reproducerande i Sverige. Inga underarter finns listade i Catalogue of Life.

## Bildgalleri

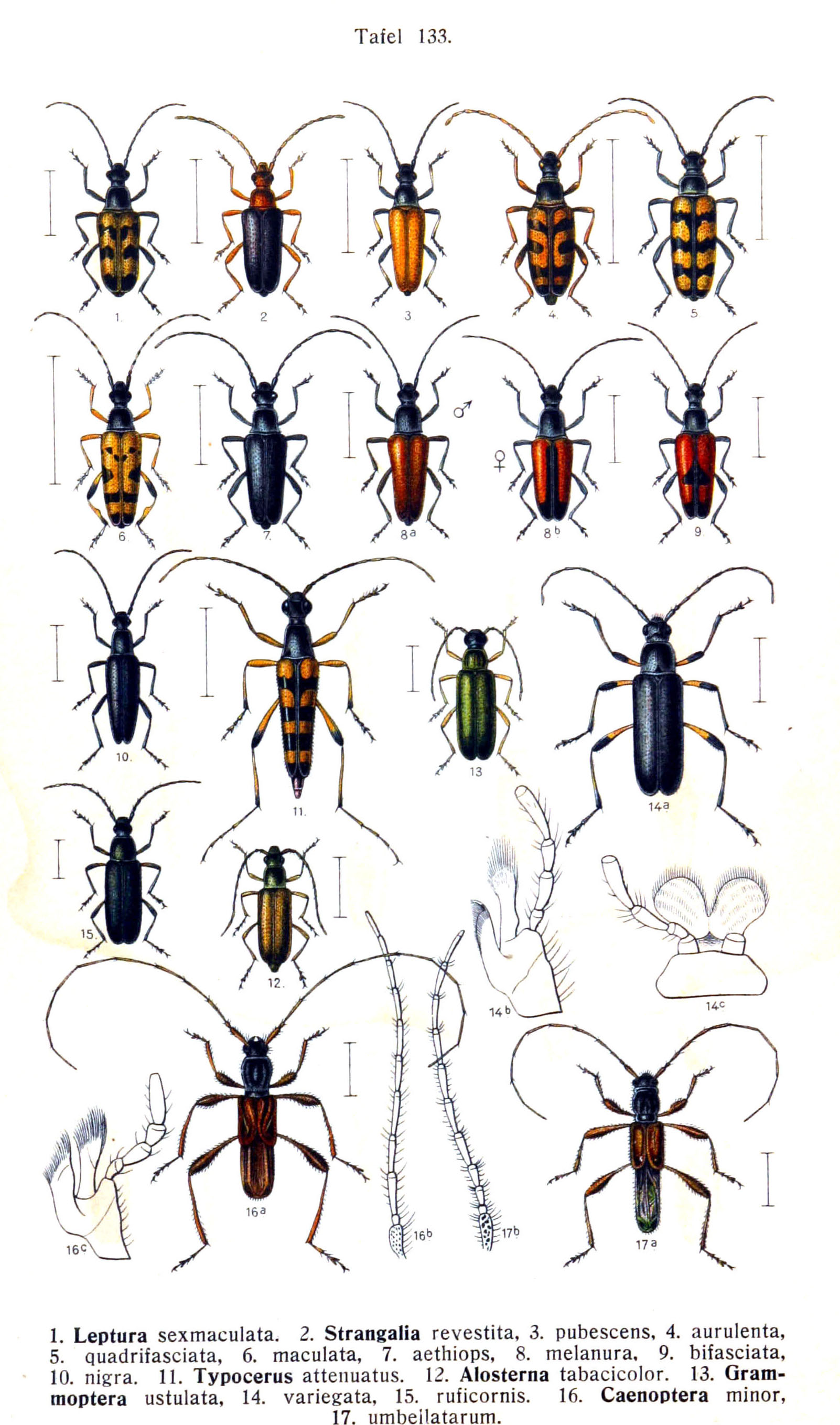